# Überblendung (Film)
Die Überblendung ist ein Begriff aus der Film- und Videotechnik und bezeichnet den kontinuierlichen Übergang von einer Kameraeinstellung oder Szene zu einer anderen. Es handelt sich um eine Kombination einer Abblende mit einer Mehrfachbelichtung und einer Aufblende.

## Überblendung bei der Aufnahme auf Film
Wird eine Überblendung mit einer (herkömmlichen, d. h. auf mit fotografischem Film arbeitenden) Filmkamera schon bei der Aufnahme vorgenommen, muss am Ende der ersten Einstellung eine Abblende erfolgen. Der Film wird dann um die entsprechende Bilderzahl zurückgespult. Dann beginnt die zweite Einstellung mit einer Aufblende. Durch die Rückspulung/Doppelbelichtung gehen beide Einstellungen ineinander über.
Da dieser Vorgang, wenn er rein manuell vorgenommen wird, einiges Fingerspitzengefühl erfordert und leicht danebengehen kann, wurden Vorrichtungen entwickelt, die die Auf- und Abblenden automatisch mit einer genau festgelegten Bilderzahl vornehmen und ggf. die Kamera nach erfolgter Abblende sofort stoppen – bekannt ist z. B. der RX-Fader für die Bolex H 16. Selbst das Rückspulen wurde bei einigen Super-8-Kameras automatisiert (bei Super 8 ist allerdings auch nur der Rückstau einer geringen Filmlänge möglich – die Kassette ist für echtes Rückspulen nicht geeignet).

## Überblendung beim Schnitt von Filmen
Im professionellen Bereich werden Überblendungen nicht bei der Aufnahme durchgeführt, sondern beim Filmschnitt konzipiert und meist dem Kopierwerk überlassen. Hierzu ist allerdings mehr Aufwand mit zwei getrennten Rollen, die so genannte Schachbrettmontage, erforderlich.

## Effekte
Neben dem einfachen Übergang durch Abblenden und Aufblenden sind zahlreiche Effekte möglich. Berühmt dürften vor allem die runden Irisblenden eines Slapstick- oder Chaplin-Filmes sein, die das Filmbild durch das Auf- oder Zufahren einer Irisblende an der Kamera ein- oder ausblendeten.
Auch die diversen Wischblenden aus Krieg der Sterne z. B. dürften bekannt sein – sie entstanden bei der Montage des Filmes.
Wer heute zu Hause seine Videofilme selber schneidet, darf unter unzähligen Überblendungseffekten auswählen. Von sich in Punkten auflösenden Bildern zu Bildern, die wie eine Buchseite umgeblättert werden, bis zu den klassischen Methoden ist fast alles möglich.
Im Gegensatz zur kunstvollen und oft aussagekräftigen Überblendung werden Einstellungen mehrheitlich einfach (trocken) aneinandergehängt, sodass der Übergang von Einstellung A zu Einstellung B „hart“, also ohne Einleitung geschieht.
Die Einleitung kann allerdings durch Kamera- oder Objektbewegungen, durch Farben oder die Tonspur usw. übernommen werden (siehe: Filmmontage).